# أننون
أننون (باليابانية: アンノウン، بالروماجي: Announ)، تبدو كأنها روح معذبة استعبدت من قبل «شيطان الغابة» (الذي يأخذ شكل ومظهر يشبه الذئب، ويظهر خلفها في القتال، متحكماً بحركتها ومحاكياً إياها). يظهر أيضاً لدى أننون شعار موشوم مثل الذي على ذراع جون كازاما اليمنى، وتستطيع القتال بأساليب قتال مختلفة، إلا أن أسلوب قتالها يفترض إلى جون كازاما. لدى أننون أسلوبها القتالي الخاص في تيكن تاغ تورنمنت 2، بالرغم من مشابهته لأسلوب جون. أننون هي الزعيم الأخير في تيكن تاغ تورنمنت وتيكن تاغ تورنمنت 2.
تظهر أننون أنها امرأة ذات شعر أسود قصير، وعينين صفراوين متوهجتين، بينما لاتتوهج عيناها في تيكن تاغ 2، إلا أن لون عينيها يتغير وتصبحان مشابهتين لعيني ديفل جين الشيطانيتين (كما ظهر في تيكن: بلد فنجنس). ملابسها الافتراضية يظهر على أنها عارية مغطاة بكثرة بصبغ أو زيت للجسم أسود لامع. كما لو كانت قد غمرت فيه حتى صدرها. لباسها الثاني البديل، يظهرها ببقايا سوداء محترقة لفستان أبيض، مع ضمادات ملفوفة حول ذراعيها، وساقيها وأمشاط قدميها. بعض الناس يعتقدون أن أننون هي في الحقيقة جون كازاما وقد استعبدها شيطان الغابة، إلا أن ظهر كتيب في حزمة أركيد تيكن 6 كشف بأنها أخت جون كازاما قبل اكتمال السيناريو. لكن جون تحولت إلى أننون في المرحلة الأخيرة من تيكن تاغ تورنمنت 2، في هذه المرة بدون شيطان الغابة.
في لعبة بلاي ستيشن 2 الغير رئيسية تيكن تاغ تورنمنت، يظهر في فيلم النهاية لها أنها تهزم شيطان الغابة مما حررها من سيطرته. وجدير بالذكر كذلك ملاحظة أن أننون هي الشخصية الوحيدة في تيكن تاغ تورنمنت تميزت بتسلسل النهاية الذي لم يصدر في محرك اللعبة، بدلاً من ذلك باستخدام الفيديو كامل الحركة.

## وصلات خارجية
- تيكن ويكي
- تيكنبيديا الإنجليزية